# ميخائيل سميث (لاعب كرة قدم أمريكية)
ميخائيل سميث (بالإنجليزية: Michael Smith)‏ هو لاعب كرة قدم أمريكية أمريكي، ولد في 9 أغسطس 1988 في توسان في الولايات المتحدة.

## وصلات خارجية
- مايكل سميث على موقع مرجع كرة القدم المحترفة.كوم (الإنجليزية)